# Midnight
Midnight és una pel·lícula estatunidenca dirigida per Mitchell Leisen i estrenada l'any 1939. En 2013 la pel·lícula fou seleccionada per a la seva preservació al National Film Registry de la Biblioteca del Congrés dels Estats Units com a "culturalment, històricament o estèticament significativa". Fou editada en VHS el 28 de març de 1995 i en DVD el 22 d'abril de 2008.

## Argument
Una corista sense un ral arriba a París on la confonen amb una aristòcrata. Ella no desfà pas l'equívoc i, amb el providencial ajut d'un taxista, s'anirà embolicant la troca.

## Repartiment
- Claudette Colbert: Eve Peabody/Baronne Czerny
- Don Ameche: Tibor Czerny/Baron Czerny
- John Barrymore: Georges Flammarion
- Francis Lederer: Jacques Picot
- Mary Astor: Hélène Flammarion
- Hedda Hopper: Stéphanie
- Monty Woolley: El jutge
- Elaine Barrie: Simone
- Rex O'Malley: Marcel
- Armand Kaliz: Lebon

## Comentaris
És un dels millors títols de la millor època de la comèdia americana. Escrita per Billy Wilder i Charles Brackett, i dirigida per l'estilista Leisen, ha merescut elogis com ara «comèdia sublim» (John Baxter) o «tot, absolutament tot, és perfecte en aquesta pel·lícula deliciosa» (José Luis Guarner). Sembla, però, que Wilder es va sentir traït per Leisen, atès que al guió original l'heroïna era una arribista sense escrúpols i que el punt de vista que Leisen proposà del personatge fou més ambigu.